# Calamus (Iowa)
Calamus ist eine Kleinstadt mit dem Status „City“ im Clinton County im Osten des US-amerikanischen Bundesstaates Iowa.
Das U.S. Census Bureau hat bei der Volkszählung 2020 eine Einwohnerzahl von 356 ermittelt.

## Geographie
Die Stadt erstreckt sich über 1,25 km². Sie liegt 4,9 km östlich des Wapsipinicon River, einem rechten Nebenfluss des Mississippi. Dieser liegt rund 45 km östlich und bildet die Grenze zu Illinois. Die Grenze zu Wisconsin verläuft rund 85 km nördlich. Calamus bildet das Zentrum der Olive Township im Südwesten des Clinton County.
Benachbarte Orte von Calamus sind Wheatland (8 km westlich) und Grand Mound (11 km östlich).
Die nächstgelegenen größeren Städte sind Dubuque (87,7 km nördlich), Rockford in Illinois (190 km ostnordöstlich), die Quad Cities (51,5 km südwestlich) und Cedar Rapids (85,6 km westnordwestlich).

## Verkehr
Durch Calamus führt in West-Ost-Richtung der U.S. Highway 30. Alle weiteren Straßen sind untergeordnete teils unbefestigte Fahrwege sowie innerörtliche Straßen.
Parallel zum Highway 30 verläuft eine Eisenbahnlinie der Union Pacific Railroad.
Die nächstgelegenen Flugplätze sind der 29,8 km nördlich gelegene Maquoketa Municipal Airport und der 39,8 km östlich gelegene Clinton Municipal Airport; der nächstgelegene größere Flughafen ist der 58,8 km südöstlich gelegene Quad City International Airport.

## Demografische Daten
Nach der Volkszählung im Jahr 2010 lebten in Calamus 439 Menschen in 175 Haushalten. Die Bevölkerungsdichte betrug 351,2 Einwohner pro Quadratkilometer. In den 175 Haushalten lebten statistisch je 2,51 Personen.
Ethnisch betrachtet setzte sich die Bevölkerung zusammen aus 95,9 Prozent Weißen, 0,2 Prozent amerikanischen Ureinwohnern sowie 0,9 Prozent aus anderen ethnischen Gruppen; 3,0 Prozent stammten von zwei oder mehr Ethnien ab. Unabhängig von der ethnischen Zugehörigkeit waren 1,6 Prozent der Bevölkerung spanischer oder lateinamerikanischer Abstammung.
26,7 Prozent der Bevölkerung waren unter 18 Jahre alt, 55,5 Prozent waren zwischen 18 und 64 und 17,8 Prozent waren 65 Jahre oder älter. 49,4 Prozent der Bevölkerung war weiblich.

Das jährliche Durchschnittseinkommen eines Haushalts lag bei 51.875 USD. Das Pro-Kopf-Einkommen betrug 29.567 USD. 1.6 Prozent der Einwohner lebten unterhalb der Armutsgrenze.